# Vijzelstraat 81
Vijzelstraat 81 te Amsterdam is een hoekgebouw aan de Vijzelstraat 81 en Keizersgracht 660 in Amsterdam-Centrum.

## Oudbouw
Op deze hoek in het zuidwesten stond al sinds 1670 een vrij groot pand gebouwd door Alfert Jansz. Ben uit Haarlem. Het gebouw droeg dan ook het Wapen van Haarlem, anno 1670. Het gebouw had al haar voorgevel aan de Vijzelstraat, alwaar een halsgevel de gevel afsloot. Aan de Keizersgracht was een dwarse trap leidend naar een deur, die in een blind geveldeel was geplaatst. Ze gaf toegang naar de woningen met normale toepassing van glas, aldus vastgelegd in het Grachtenboek. In 1902 stortte de halsgevel met gevelsteen van het gebouw in. Er werd verbouwd waarbij de halsgevel wordt vervangen door een rechte daklijst. De gevelsteen bleef in de gevel. In 1910 werd er nog een kleine verbouwing toegepast. Rond 1926 is de gehele hoek gesloopt. 

## Nieuwbouw
De hoek blijkt gekocht door Leonardus Warmolts en Johanna Cornelia Warmolts (broer en zus), die op Vijzelstraat 130 (hoek Prinsengracht) een homeopathische apotheek hadden, net in een gedeelte dat plaats moest maken voor een bredere Vijzelstraat met Amstelstein tussen 1927-1963 en Vijzelbank vanaf 1969. Broer en zus schakelden rond 1926 architect Cornelis Kruyswijk in om een gebouw te ontwerpen en verhuisden met hun bedrijf voor even naar Keizersgracht 648. Kruyswijk kwam met een gebouw in de stijl van de Amsterdamse School met uitkraging (boven begane grond) op uitkraging (balkon aan gracht). Het gebouw doet kubistisch aan, maar bij erkertjes zijn de gevels juist rond gevormd, passend bij de bouwstijl. Andere stijlkenmerken zijn de vrij dikke en brede raamstijlen, de toegepaste trapramen. Curieus zijn twee zolderraampjes, ze zijn geplaatst in insneden in een bakstenen gevel aan zowel de gracht als de straat. Ook opmerkelijk is een hijsbalk die onderaan een erker is geplaatst. Het gebouw kreeg de opzet mee van oude bouwstijlen die hier veel aangetroffen worden. Hoekwoningen werden op de punt ondersteund door pilaren terwijl er geen muren stonden maar boven de plint een raampartij. Deze pilaar is hier bewerkt met erboven een beeldhouwwerk als sluitsteen.  
Op 10 september 1927 heropende Warmolts de apotheek op Vijzelstraat 81. Tot in de jaren zestig was de apotheek er gevestigd. In 1985 kwam er ter plaatse een filiaal van Azijnman Brillen en Contactlenzen, een winkel die er in 2022 (Richard Azijnman Opticiens) ook gevestigd is.
Het gebouw werd op 16 maart 2004 tot gemeentelijk monument verklaard (201049).

## Adres Vijzelstraat 81
In de jaren tachtig van de 19e eeuw werd het adres Vijzelstraat 81 gebruikt voor de overkant van de Keizergracht. Hier was in die jaren het "Nederlandsch Handelsmuseum" gevestigd. Het gebouw werd vervolgens gekocht door H. Hollenkamp, handelaar in kleding. Zijn zaak liep dermate goed dat hij steeds meer van die hoek aan- of opkocht en ook steeds nieuwbouw neerzette. Na steeds weer verbouwingen, was er in 1974 een opheffingsuitverkoop en werd het kortstondig gekraakt. In 1976 stond er een nieuw kantoorgebouw waarin de Bank of Tokio zich vestigde.

## Afbeeldingen

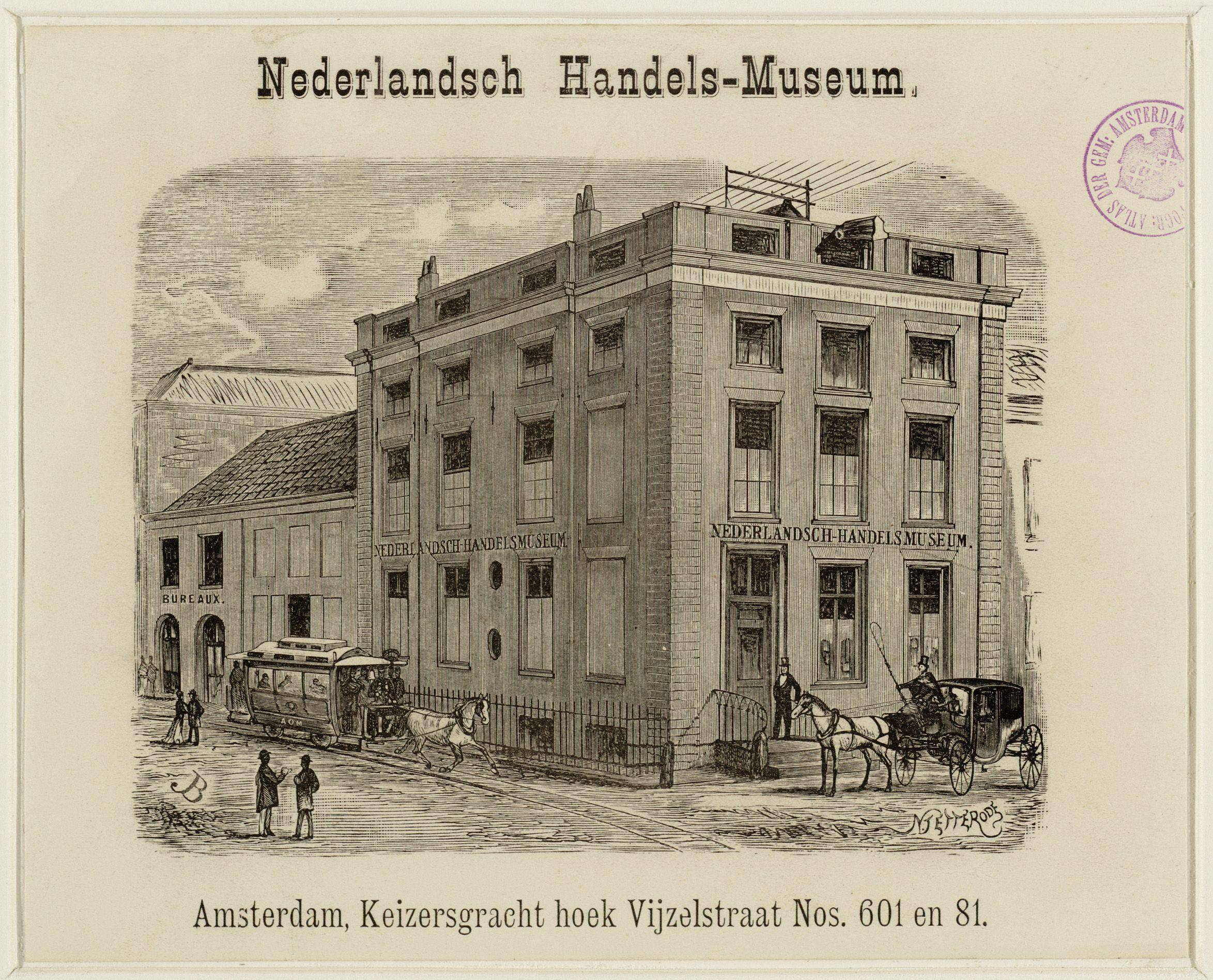
Nederlands Handelsmuseum; links Vijzelstraat (tram), rechts Keizersgracht (koets).
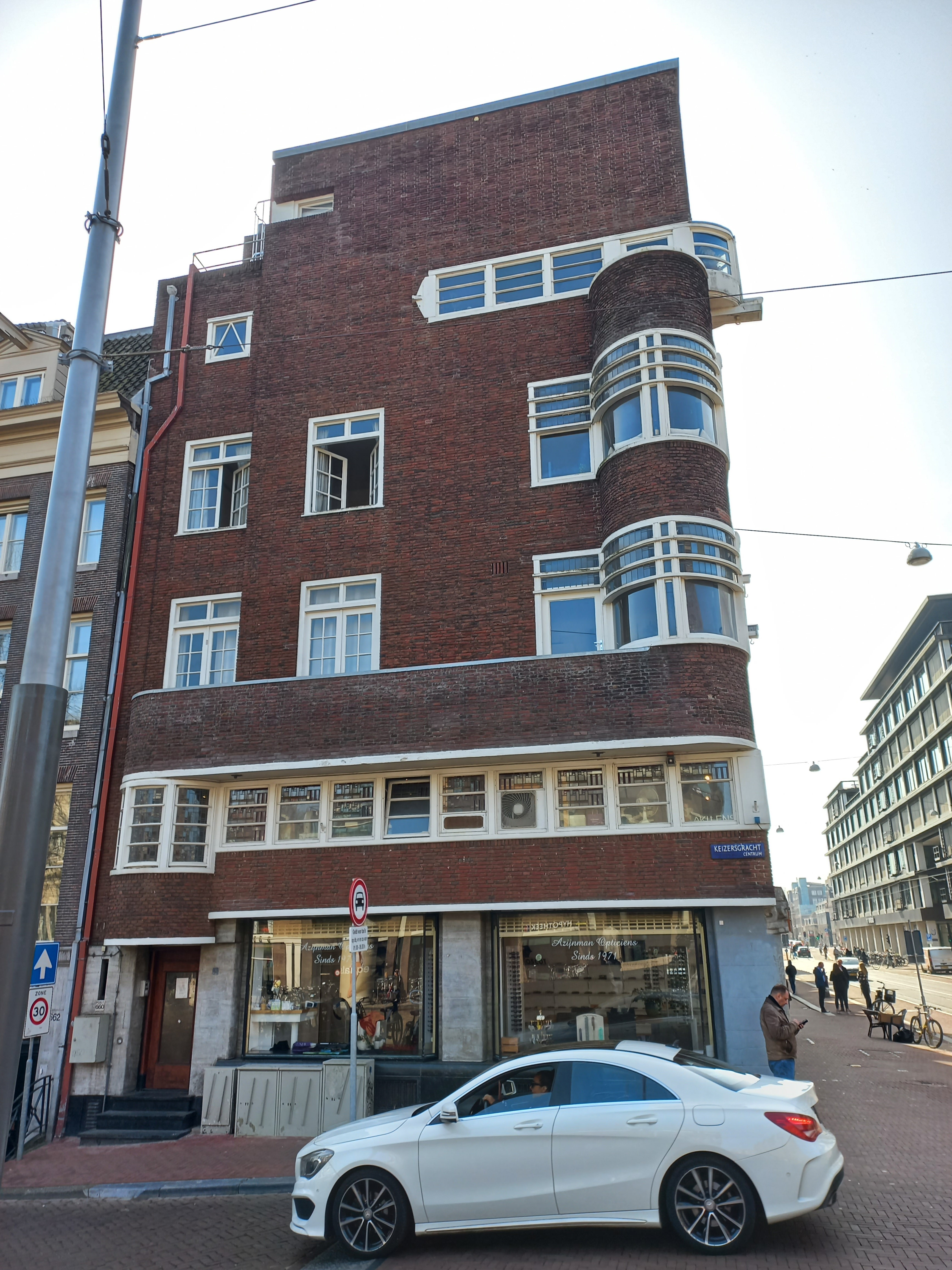
Gevel Keizersgracht 660 (maart 2022).
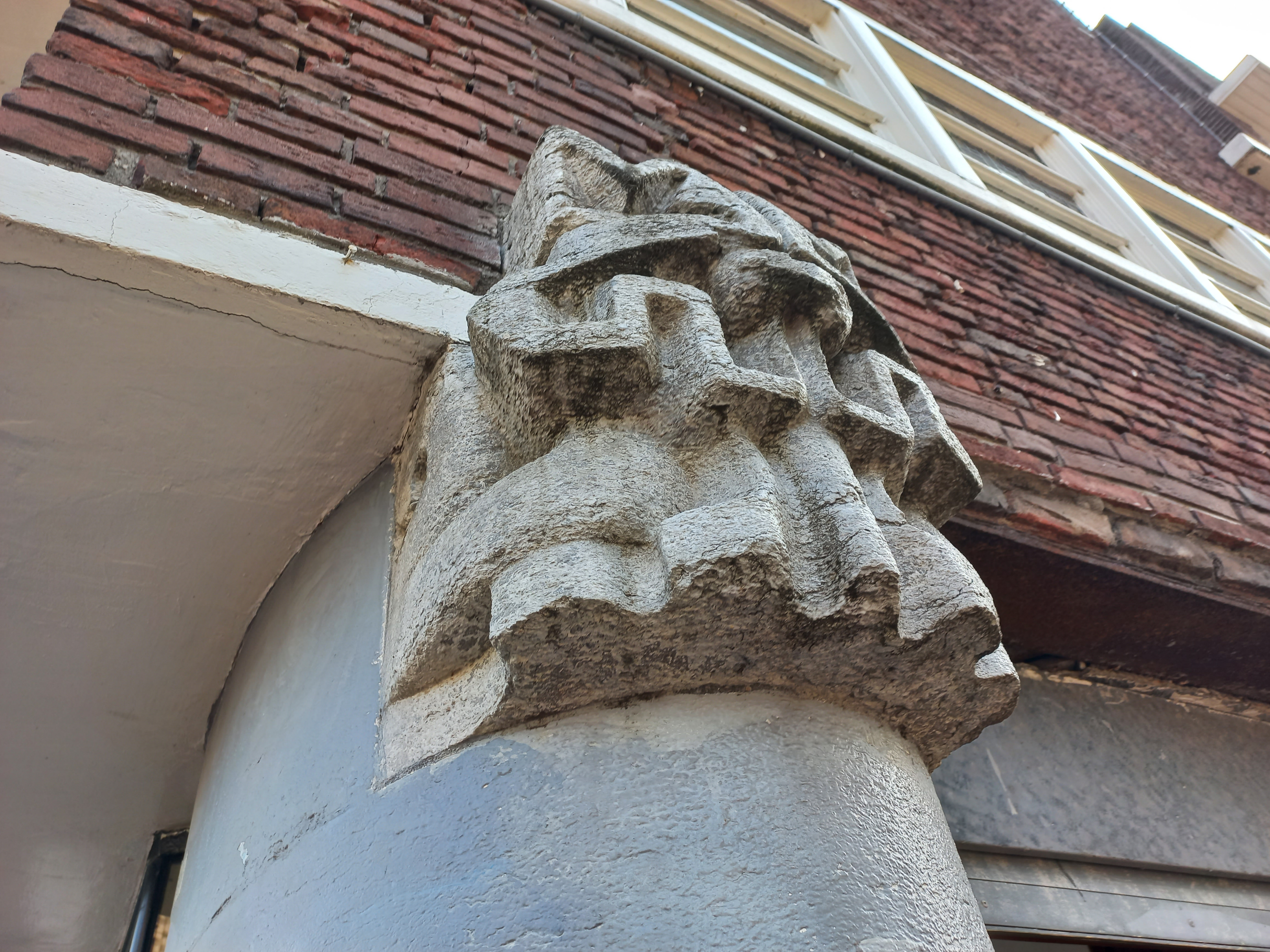
Sluitsteen met beeldhouwwerk (maart 2022).